# ジャドソン・ハーモン
ジャドソン・ハーモン（英語: Judson Harmon、1846年2月3日 - 1927年2月22日）は、アメリカ合衆国オハイオ州の民主党の政治家。グロバー・クリーブランド政権の司法長官、後に第45代オハイオ州知事。

## 生涯
オハイオ州ニュータウンで生まれた。1866年にデニソン大学を卒業。シンシナティ大学ロースクールを卒業し、1869年に弁護士になった。
1876年に一般訴訟裁判所の判事に選ばれた。数ヵ月後に州上院選挙に出馬するため辞任するも選挙に落選した。
1878年にはシンシナティ高等裁判所の判事に選ばれ、弁護士業を再開するため1887年に辞任するまで務めた。
1895年6月8日、国務長官になるリチャード・オルニーの後任として、クリーブランド大統領から司法長官に任命され、クリーブランドの任期いっぱい務め上げた。
1908年にオハイオ州知事に当選し、1909年から1913年まで2期4年を務め、1910年の再選の際には後の大統領ウォレン・ハーディングを破った。
オクラホマ州ハーモン郡は彼にちなんで名づけられた。
| 司法職                       | 司法職                                                                        | 司法職                       |
| ---------------------------- | ----------------------------------------------------------------------------- | ---------------------------- |
| 先代 リチャード・オルニー    | アメリカ合衆国司法長官 Served under: グロバー・クリーブランド 1895年 - 1897年 | 次代 ジョセフ・マッケナ      |
| 公職                         |                                                                               |                              |
| 先代 アンドリュー・L・ハリス | オハイオ州知事 1909年 - 1913年                                                | 次代 ジェームズ・M・コックス |